# 美國海軍藍天使特技飛行隊
美國海軍藍天使特技飛行隊（英語：Blue Angels U.S. Naval Flight Demonstration Squadron）是美國海軍一支成立於1946年的特技飛行隊伍，是全世界歷史第二悠久的特技飛行隊，由來自海軍與海軍陸戰隊的頂尖飛行員組成。藍天使所使用的表演機種曾歷經多次的改朝換代，而現役的表演機是1986年時換用的F/A-18“大黄蜂”战斗攻击机。除了正規的表演機之外，藍天使隊上還有一架暱稱為“胖阿爾伯特”（Fat Albert）的C-130T“大力神”運輸機，1970年時啟用的胖阿爾伯特除了平時負責隨隊支援人員與設備的運輸外，也會參與部分如短場起飛與降落等表演項目的演出。

## 歷史
二次大戰結束後，美國海軍上將切斯特·威廉·尼米茲（Chester W. Nimitz）召集了一隊海軍飛行員作特技飛行表演，Blue Angels這名字是在1946年定立的。

## 隊員
在特技飛行表演中，通常會以六人編隊駕駛F/A-18，並分為菱形編隊（1至4號機）和首席單機飛行員及對飛單機飛行員（藍天使5號與6號機）。整場表演大多交替進行，由菱形編隊和單機分別展示各自的飛行動作。
菱形編隊以緊密隊形進行表演，通常飛行速度較低（約400英里/小時），執行如隊形盤旋、滾轉，以及從一種隊形過渡到另一種的動作。而單機則展示戰機的高性能飛行能力，包括高速通場、低速通場、快速滾轉、慢速滾轉以及極緊密的轉彎。
在飛行表演中，最快速度可達700英里/小時（接近音速），而最低速度為126英里/小時（110節），這是在超級大黃蜂戰機進行「Section High Alpha」動作時的速度（原F/A-18C則約為115節）。
部分動作由兩架單機同時執行，例如對向通場（看似正面相撞的同場表演）和鏡像編隊（背對背、腹對腹、翼尖對翼尖或其中的飛機倒飛）。在表演接近尾聲時，兩架單機會加入菱形編隊形成六機編隊，共同完成數個三角隊形（Delta Formation）飛行動作。
一號機 : 長機
領隊,海軍中校官階.(二至七號機為海軍少校官階或是海軍陸戰隊上尉或少校官階)一般為四十初到五十歲左右的資深飛行員.在藍天史的歷史當中,僅有少數隊長之前飛過藍天使僚機.就職業發展來說,藍天使是個榮譽以及肯定.但很少人會願意再度嘗試兩到三年的高壓力飛行以及舟車勞頓.
藍天使的飛行完全靠目視,隊長必須對每場表演的飛行計畫以及臨場應變負責.
二號機 : Right Wingman
第一年的首要目標是學習準備接替長機的位置. 二號機飛行員在藍天使的第二年就是他飛長機位置的第一年.
三號機 : Left Wingman
藍天使表演路徑一般都是左轉彎.導致三號機在編隊的時候極難掌握相對位置.
四號機 : Slot
四號機駕駛員必須是第二年的藍天使飛行員,已經熟悉了整套表演運作.由於編隊位置可以看到整體編隊位置,因此也是安全軍官.當有問題時會及時叫停.
五號機 : Lead Solo
五號機通常進行單機表演或是與六號機一起進行表演，因此被稱為Solo，通常起飛會直接拉升後桶滾並進行單機高速高難度機動表演，時常與六號機進行高速對向通場（看似正面相撞的飛行軌跡）。
六號機 : Opposition Solo
與五號機一同伴隨進行表演，也會一起進行高速機動展示，高速通場、快速滾轉，五號和六號機幾乎包辦全場所有的高速動作。
七號機 : Narrator

## 表演展示機種
- 1946年6月 - 8月 | F6F 地獄貓
- 1946年 - 1949年 | F8F 熊貓
- 1950年 - 1954年 | F9F-2 黑豹
- 1950年 - 1954年 | F9F-5 黑豹
- 1954年 - 1957年 | F9F-8 美洲獅
- 1957年 - 1969年 | F11F-1 老虎
- 1969年 - 1974年 | F-4J 幽靈II
- 1974年 - 1986年 | A-4F 天鷹
- 1986年 - 2021年 | F/A-18A/B/C/D 大黃蜂
- 1978年 - 2022年 ｜C-130T“大力神”運輸機
- 2021年至今 | F/A-18E/F 超級大黃蜂[3][4]
- 2022年至今 | C-130J“大力神”運輸機

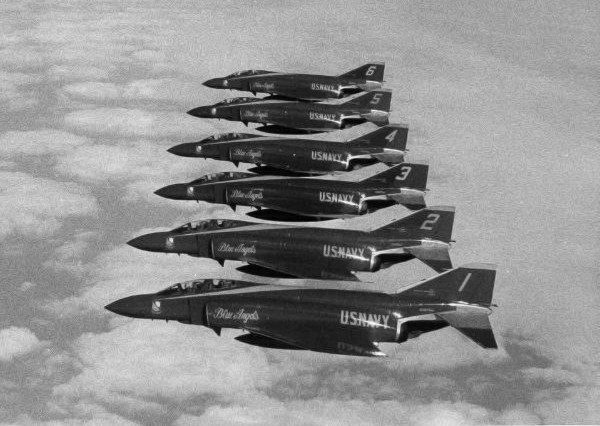
該表演中隊於1969至1974年間使用的F-4J